# Karpacz
Karpacz é um município da Polônia, na voivodia da Baixa Silésia e no condado de Jelenia Góra. Estende-se por uma área de 37,99 km², com 4 841 habitantes, segundo os censos de 2016, com uma densidade de 127,4 hab/km².